# Melperon
Melperon (Buronil, Burnil, Eunerpan) je atipični antipsihotik iz butirofenonske hemijske klase.

## Spoljašnje veze
- Melperon
- NCT00125138